# Antonio T. de Nicolás
Antonio T. de Nicolás, (21 de diciembre de 1930 - 3 de mayo de 2022) fue un erudito, poeta, traductor y profesor de filosofía estadounidense. Es profesor emérito de filosofía en la Universidad Estatal de Nueva York en Stony Brook.
Estudió en España, India y Estados Unidos y recibió su doctorado por la Universidad de Fordham. Es autor de más de 27 libros, entre los que se encuentran traducciones del español al inglés de obras de Ignacio de Loyola y del poeta ganador del premio Nobel, Juan Ramón Jiménez.
En 2014, se publicó una colección de ensayos en honor al profesor de Nicolás.

## Obras
Algunas de sus obras más sobresalientes:
- Meditations through the Rg Veda: Four-Dimensional Man (1976)[3]
- Avatāra: The Humanization of Philosophy through the Bhagavad Gītā (1976)[4]
- Powers of Imagining: Ignatius de Loyola, a Philosophical Hermeneutic of Imagining through the Collected Works of Ignatius de Loyola (1986).[5]
- Remembering the God to Come (1988)[6]
- The Sea Tug Elegies / Of Angels and Women, Mostly (1991)[7]
- Moksha Smith: Agni's Warrior-Sage, An Epic of the Immortal Fire (2001)[8]